# Lagune Negra (Río Negro)
Pour les articles homonymes, voir Lagune Negra.
La Lagune Negra est un petit lac andin d'altitude, situé en Argentine, à l'ouest de la province de Río Negro, dans le département de Bariloche, en Patagonie. 

## Géographie

Carte du parc national Nahuel Huapi.

La lagune Negra se trouve au sein du parc national Nahuel Huapi, au sud-ouest du lac Moreno, dans le cerro López. 

Elle est située en altitude, à 1 613 mètres, au pied du cerro Negro et du cerro Bailey Willis. À l'exception d'une plage rocheuse sur sa rive ouest et de quelques zones de sa rive est, la lagune est entourée de parois rocheuses verticales, ce qui lui procure une grande beauté. Elle évacue ses eaux par un petit émissaire, l' arroyo Negro, qui prend naissance au sud-est de la lagune et débouche dans l' arroyo Goye, lequel se jette au nord dans le lac Moreno, au niveau de la localité de Colonia Suiza. 
Sur la rive est de la lagune se trouve le refuge Refugio Italia – Manfredo Segre qui, construit en pierre, a une capacité d'hébergement pour 50 personnes.
La laguna Negra se couvre en hiver d'une épaisse couche de glace et de neige.

## Accès
La lagune se trouve au bout d'un sentier de montagne de 14 km de long, qui débute dans les environs de Colonia Suiza et remonte l' arroyo Goye en suivant sa rive gauche tout au long d'une splendide vallée. 
Le sentier traverse des bois de coihués (Nothofagus dombeyi), des marécages, des prairies et aussi des zones peuplées de cannes colihue (Chusquea culeou). Les versants rocheux escarpés sont recouverts de lengas (Nothofagus pumilio). Au delà de 1 100 mètres d'altitude, il n'y a plus que des lengas dont la densité diminue progressivement lors de l'ascension. Bientôt, au-dessus de 1 600 mètres, il n'y a plus que la roche quasi dénudée.
Depuis Colonia Suiza jusqu'à la lagune, le trajet prend quelque cinq heures. 